# Ascendonanus
Ascendonanus is een geslacht van Synapsida, behorend tot de Varanopidae, dat tijdens het vroege Perm leefde in het gebied van het huidige Duitsland. De enige benoemde soort is Ascendonanus nestleri.

## Vondst en naamgeving
Bij Chemnitz-Hilbersdorf werd in het Versteinerter Wald door Ralph Kretzschmar en Mathias Merbitz van het Museum für Naturkunde Chemnitz tussen april 2008 en oktober 2011 tot op vijf meter diepte een put uitgegraven van vierentwintig meter lengte en achttien meter breedte in een laag vulkaanas uit het Perm. Vele fossielen werden aangetroffen waaronder ook vijf exemplaren van een nog onbekende synapside. Ze werden geprepareerd door Georg Sommer.

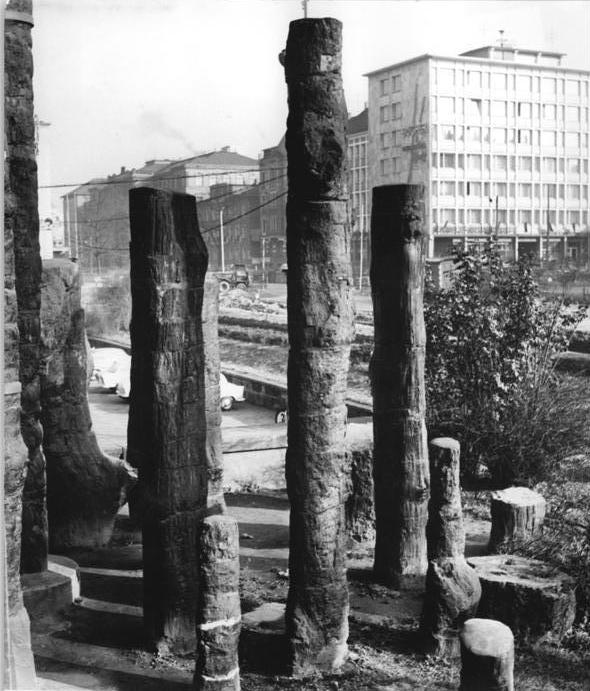
Het versteende woud van Chemnitz

In 2018 werd de typesoort Ascendonanus nestleri benoemd en beschreven door Frederik Spindler, Ralf Werneburg, Joerg W. Schneider, Ludwig Luthardt, Volker Annacker en Ronny Rößler. De geslachtsnaam is afgeleid van het Latijn ascendere, "klimmen", en nanus, "dwerg". De soortaanduiding eert wijlen Knut Nestler, een in 2016 overleden amateurpaleontoloog die jarenlang als vrijwilliger voor het museum werkte.
Het holotype, MNC-TA0924, is gevonden in de Zeisigwald Tuff van de Leukersdorfformatie die dateert uit het Artinskien-Sakmarien, ongeveer 290 miljoen jaar oud. Het bestaat uit een skelet waarbij vooral veel details van de schedel bewaard zijn en dat juist daarom als naamdragend specimen werd gekozen. De vier andere exemplaren zijn aangewezen als paratypen: MNC-TA0147, MNC-TA0269, MNC-TA0906 en MNC-TA1045. Het betreft volwassen individuen. Alle bewaren delen van de huid in de vorm van schubben, als de eerste paleozoïsche synapside waarvoor zulke resten bekend zijn. De exemplaren werden vermoedelijk gedood door het inademen van hete gassen of vulkaanas in een eerste uitbarsting, toen met dikkere as bedekt in een tweede uitbarsting en uiteindelijk bedolven onder tot vier meter pyroclastisch materiaal.

## Beschrijving

### Grootte
Ascendonanus is ongeveer veertig centimeter lang. Hij is een van de kleinste bekende varanopiden.

### Onderscheidende kenmerken
De beschrijvers stelden enkele onderscheidende kenmerken vast. Sommige daarvan zijn autapomorfieën, unieke afgeleide eigenschappen. Het aantal wervels van de nek en rug is in totaal sterk vergroot tot minstens vierendertig. De sacrale ribben zijn ongelijk in grootte. De romp is langer dan de achterpoot. De voorpoot is ongeveer even lang als de achterpoot. De pijpbeenderen zijn lang. Het opperarmbeen wordt doorboord door een foramen in de beenstijl naar de onderste buitenste gewrichtsknobbel. De processus olecrani van de ellepijp is gereduceerd. De handen en voeten zijn relatief groot in vergelijk met andere vroege synapsiden. Het ulnare en de calcaneus zijn slank. Doorborende foramina zijn in de achterpoot beperkt tot het sprongbeen. De kootjes zijn slank. De klauwen zijn sterker gekromd dan bij enige andere bekende vroege synapside.
Daarnaast is er een unieke combinatie van op zich niet unieke kenmerken. De romp is langgerekt. Er zijn grote oogkassen met verbeende oogleden. Sommige van die kenmerken zijn basaal of plesiomorfieën. Het neusgat is klein. Het traanbeen is lang. Het bovenkaaksbeen is laag. De bijdrage van het voorhoofdsbeen aan de oogkas is beperkt. Het supratemporale steekt uit, een rudimentaire otisch inkeping vormend. Het gebit is vrijwel homodont ofwel gelijkvormig. De kegelvormige tanden zijn licht gekromd tot recht, zonder kartelingen. De dwarsplaat van de pterygoïden draagt een enkele tandrij. Het tongbeen is korter dan bij andere varanopiden. De vierde vinger en teen zijn lang.

### Skelet

Diagram van de schedel

De kop heeft geen ornamentering van richels en bultjes zoals wel aanwezig is bij veel verwanten. Daarentegen zijn er putjes in het postfrontale en het supratemporale, net als bij Caseasauria en basale Eureptilia. Het neusgat is kleiner dan bij andere basale synapsiden. Het prefrontale dringt het traanbeen bijna van de oogkas. Het voorhoofdsbeen heeft een kleine bijdrage aan de rand van de oogkas. De oogkassen zijn zeer groot. Scleraalringen zijn niet bewaard gebleven, vermoedelijk omdat die niet verbeenden. Wel zijn afgeronde veelhoekige beenschubjes zichtbaar in de oogkassen die kennelijk de oogleden bedekten. Zulke schubjes zijn overigens onbekend in de Amniota, en dus een extra autapomorfie, maar komen wel voor bij meer basale Tetrapoda zoals Temnospondyli. Het postorbitale is driestralig, zonder zijbult. Het foramen pineale is matig groot. Het supratemporale steekt uit tot voorbij de achterrand van het squamosum wat een rudimentaire otische inkeping oplevert net als bij Caseasauria, sommige vroege sauropsiden en een enkele varanopide. Het squamosum heeft een achterste bovenste tak. De specimina verschaffen weinig gegevens over het verhemelte of het achterhoofd. Het hoofdlichaam van het parasfenoïde is driehoekig zonder tandjes op de holle buitenrand terwijl het dolkvormige uitsteeksel wel tandjes draagt. Deze situatie is wellicht uniek.
Er staan vermoedelijk vijf tot zes tanden in de praemaxilla waarvan vier voor de enkelvoudige hoektand die halverwege de snuit ligt. Er staan minstens drieëntwintig tanden in het bovenkaaksbeen. De tanden zijn vrij afgeleid van vorm. Ze zijn niet afgeplat en bezitten geen snijrand. Er staan zevenentwintig tanden in de onderkaak. Het angulare van de onderkaak heeft een scherpe onderrand, maar geen teruggebogen plaat. De vermoedelijke tongbeenderen steken niet achter de onderkaken uit, anders dan gebruikelijk bij varanopiden.
Het lichaam is opvallend langgerekt zowel in de romp als in de staart. Het aantal van misschien wel zevenendertig presacrale wervels, bij specimen MNC-TA1045, overtreft het gebruikelijke aantal van zesentwintig bij basale synapsiden. Het is een record voor synapsiden van het Paleozoïcum. Onder de landdieren hadden toen verder alleen diapsiden een hoog aantal wervels. Een zeldzame mutatie van een hoxgen moet van Ascendonanus een uitzondering hebben gemaakt, met kennelijk een belangrijk selectievoordeel, kennelijk om het lichaam soepeler te maken. De staart is langer dan bij andere basale synapsiden. Het is onduidelijk of de wervelkolom eindigt in een grijpstaart want de staartpunt is bij alle exemplaren verloren gegaan. Er zijn buikribben aanwezig. Die lijken niet gesegmenteerd te zijn. De halswervels zijn ongveer even lang als de ruggenwervels. De atlas is klein. De doornuitsteeksels vormen lage rechthoeken en hellen ook bij de lendenwervels niet naar achteren. De ribben hebben enkelvoudige koppen. Er zijn twee sacrale wervels. De eerste sacrale rib is groter dan de tweede. Er zijn grote haakvormige staartribben tot en met minstens de vijfde staartwervel.
De schoudergordel omvat sleutelbeenderen. Een cleithrum is niet aangetroffen. De interclavicula heeft een krachtige voorste tak. Die mist echter zijpunten. Er is bij de interclavicula een beenweb tussen de zijuitsteeksels en de schacht. Van schouderblad of ravenbeksbeen is weinig bekend, maar die laatste heeft geen opvallend uitsteeksel voor de musculus triceps bracchii. Van het bekken is weinig bekend. Het bovenblad van het darmbeen is laag, maar niet extreem laag boven het heupgewricht.
De poten zijn kort vergeleken met de romplengte. Het opperarmbeen is onderaan dun met een gereduceerde binnenste onderste gewrichtsknobbel net als bij Apsisaurus. het foramen in de stijl naar de buitenste knobbel ligt vlak bij de aanhechting voor de musculus supinator. In de middenhand en middenvoet overlappen de beenderen elkaar niet aan hun bases, anders dan bij de meeste basale synapsiden. De polsbeenderen zijn relatief klein, vooral het ulnare. De doorboring door de bovenste tarsalia is alleen zichtbaar als een inkeping in het sprongbeen. Het eerste middenvoetsbeen is niet gereduceerd, een afgeleid kenmerk. Het derde middenvoetsbeen is maar iets kleiner dan het vierde, een mogelijke autapomorfie. Een andere autapomorfie is de verlenging van de kootjes van de vijfde teen. die teen staat ook af van de andere tenen en ligt daardoor bij de fossielen vaak op een andere diepte in de steenplaat.

### Huidbedekking
Het lichaam is bedekt met regelmatige overdwarse rijen kleine schubben. Dat lijkt op de situatie bij de Diapsida. Het is een aanwijzing dat de laatste gemeenschappelijke voorouder van Synapsida en Diapsida ook schubben had, dus als symplesiomorfie van de Amniota, en dat de Synapsida die pas later verloren waarbij een leerachtige huid ontstond waarop zich uiteindelijk haren zouden ontwikkelen. Volgens een onderzoek van Ford & Benson uit 2020 echter is het een teken dat varanopiden helemaal geen Synapsida zijn, maar Diapsida. Beenplaten of osteodermen op de rug ontbreken — heel soms komen die voor bij andere varanopiden —, maar er is wel een rij hoornplaten op althans de staartbasis.
Uit het zichtbare profiel van de lichaamsomtrek valt af te leiden dat de achterpoten zwaarder gespierd waren dan de voorpoten.

## Fylogenie
Ascendosaurus is basaal in de Varanopidae geplaatst, als zustersoort van Apsisaurus.

## Levenswijze
Ascendosaurus was een roofdier. Vermoedelijk werden geleedpotigen gegeten. De lange klauwen en soepele lichaam zijn verenigbaar met een klimmende levenswijze. Het is een van de oudste synapsiden waarvoor zo'n levenswijze verondersteld wordt. In 2022 werd de nog oudere klimmende varanopide Eoscansor benoemd. De kromming van de klauwen en de korte vierde digiti wijzen eerder op dat aan de takken gehangen werd dan dat die gegrepen werden. Het klimmen breidt de bekende habitat van de Varanopidae uit en verklaart waarom die groep het zo lang uithield.